# Quercus rehderiana
Quercus rehderiana Hand.-Mazz. – gatunek rośliny z rodziny bukowatych (Fagaceae Dumort.). Występuje naturalnie w Tajlandii oraz południowych Chinach (w prowincjach Kuejczou, Syczuan i Junnan, a także w Tybetańskim Regionie Autonomicznym). 

## Morfologia
PokrójZimozielone drzewo dorastające do 20 m wysokości.
LiścieBlaszka liściowa ma kształt od eliptycznego do podługowatego lub odwrotnie jajowatego. Mierzy 3–8 cm długości oraz 2–5 cm szerokości, jest całobrzega lub delikatnie ząbkowana na brzegu, ma zaokrągloną lub sercowatą nasadę i tępy wierzchołek. Ogonek liściowy jest nagi lub owłosiony i ma 2–5 mm długości.
OwoceOrzechy zwane żołędziami o jajowatym kształcie, dorastają do 10–12 mm długości i 7–12 mm średnicy. Osadzone są pojedynczo w miseczkach w kształcie kubka, które mierzą 4–7 mm długości i 10–15 mm średnicy. Orzechy otulone są miseczkami do połowy ich długości.

## Biologia i ekologia
Rośnie w lasach zrzucających liście lub subalpejskich zaroślach. Występuje na wysokości od 1500 do 4000 m n.p.m. Kwitnie od maja do czerwca, natomiast owoce dojrzewają od października do listopada.